# Erhard Wielandt

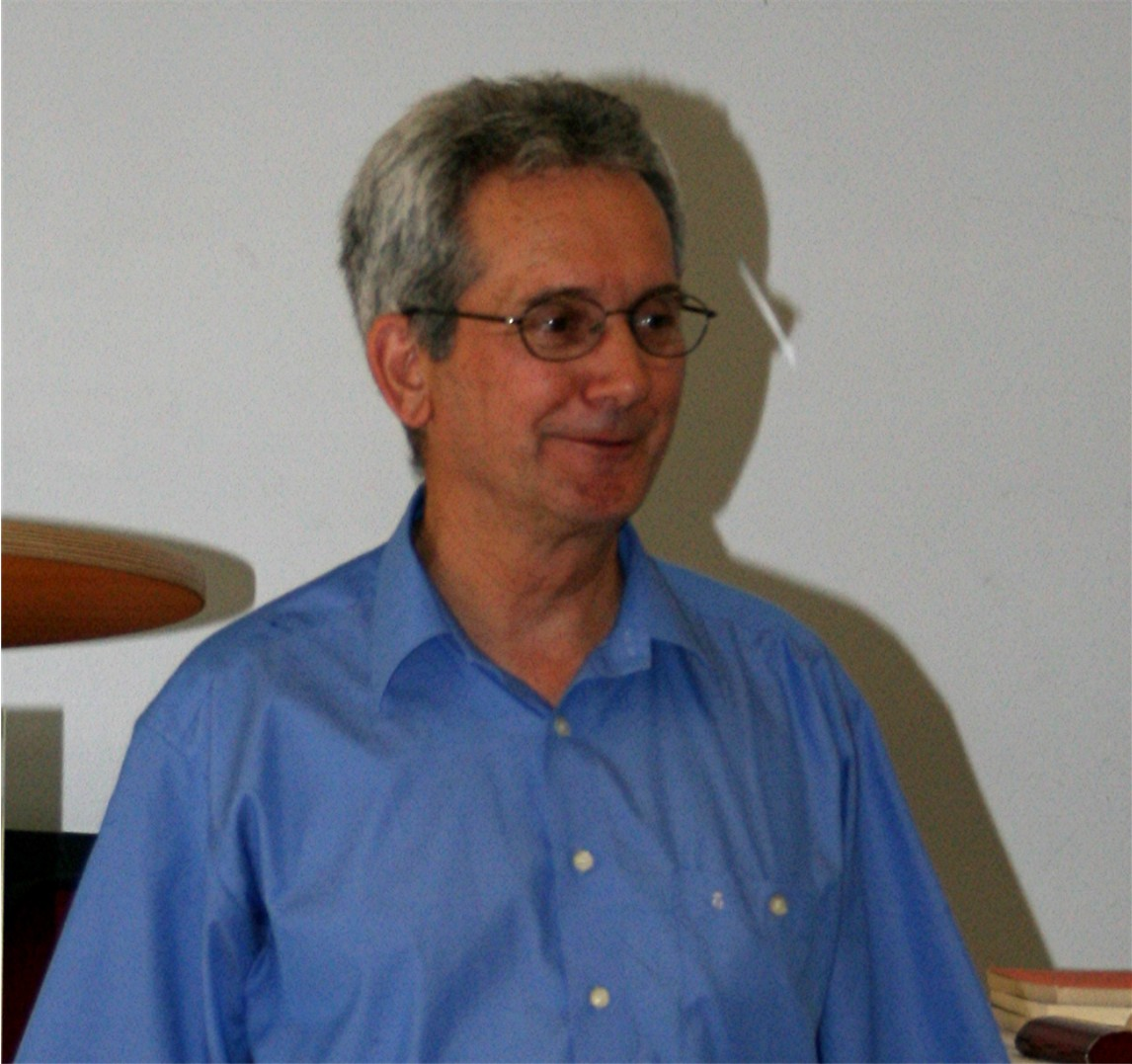
Erhard Wielandt bei einem Vortrag in der Katholischen Landvolkshochschule „Schorlemer Alst“

Erhard Wielandt (* 1940 in Berlin) ist ein deutscher Geophysiker. Von 1988 bis 2005 war er Professor an der Universität Stuttgart.

## Leben

### Familie
Erhard Wielandt ist der Sohn von Helmut Wielandt und der Bruder von Rotraud Wielandt und Irmgard Wielandt.

### Studium und Lehre
Nach dem Besuch des Gymnasiums in Tübingen studierte Wielandt von 1958 bis 1965 Physik an der Universität Tübingen und der Freien Universität Berlin und machte 1964 sein Diplom mit einer Arbeit zur Quantenfeldtheorie. Anschließend war er vier Jahre als Entwickler in einer Elektronikfirma in Tübingen tätig, die geophysikalische Messgeräte herstellte. 1968 wechselte er als wissenschaftlicher Mitarbeiter an das Geophysikalische Institut der Universität Karlsruhe. Die Promotion schloss er 1972 mit einer Dissertation über Die Anregung seismischer Wellen durch Unterwasserexplosionen ab.
Anschließend war Wielandt von 1972 bis 1988 wissenschaftlicher Angestellter am Institut für Geophysik der Eidgenössischen Technischen Hochschule (ETH) Zürich, wo er unter anderem an der Dispersion von Oberflächenwellen, der Entwicklung der Breitbandseismometer STS-1 und STS-2 sowie dem seismischen 24-Bit-Analog-Digital-Wandler Quantagrator und in theoretischer Seismologie arbeitete. In dieser Zeit unternahm er Refraktionsseismikeinsätze in verschiedenen europäischen Ländern sowie in Tunesien. 1978 folgte er für zwei Monate einer Einladung an die University of California, Los Angeles (UCLA), wo er eine vielbeachtete Arbeit über die Struktur unter dem Ostpazifischen Rücken aus der Dispersion langperiodischer Rayleighwellen erstellte. 1988 wurde er als Professor und Direktor an das Institut für Geophysik in Stuttgart berufen. Diese Position hatte er bis zum Eintritt in den Ruhestand 2005 inne.
Pionierarbeit hat Wielandt an der Theorie der Ausbreitung elastischer Wellen in heterogenen Medien und ihrer Interpretation geleistet.
2003 wurde Wielandt mit der Emil-Wiechert-Medaille ausgezeichnet, der höchsten wissenschaftlichen Auszeichnung der Deutschen Geophysikalischen Gesellschaft.

### Öffentlichkeit
Wielandt hat sich in Vorträgen und Veröffentlichungen kritisch mit pseudowissenschaftlichen und esoterischen Aussagen auseinandergesetzt, so etwa mit dem Phänomen der Erdstrahlen oder der Homöopathie. 2005 verfasste er zusammen mit dem Mathematiker Gerhard Bruhn und dem Chemiker Klaus Keck einen kritischen Aufruf zu einer Studie In-Vitro-Testung von homöopathischen Verdünnungen aus dem Jahr 2003, mit der Pharmazeuten an der Universität Leipzig den Nachweis der Wirksamkeit homöopathischer Hochpotenzen wissenschaftlich bewiesen zu haben glaubten. Wielandt, Bruhn und Keck wiesen in ihrer Kritik an der Studie gravierende methodische Fehler nach.
Auch im Bereich der Schulphysik ist Wielandt aktiv, so steht er seit 1994 einer Geophysik-Arbeitsgruppe in Monschau (Eifel) als wissenschaftlicher Pate zur Verfügung.